# Operazione Delta Force 5
Operazione Delta Force 5 (Operation Delta Force V: Random Fire) è un film del 2000 diretto da Yossi Wein.

## Trama
Kenya: l'ambasciatore degli Stati Uniti è in viaggio a Kisume con la moglie e le due figlie su un treno, e sta aspettando l'arrivo degli uomini della Delta Force; i quali però sono impegnati in una vera e propria guerra a Kitana per un errore di rotta.
Nel corso del tragitto della rete ferroviaria, l'unico mezzo che segue il treno dell'ambasciatore è un idrovolante della televisione che trasmette via radio il suo arrivo. Ma ad un certo punto l'uomo a bordo dell'idrovolante sente le parole di Jafari (capo della squadra di guerriglieri che sta trattenendo la DEA a Kitana) che gli canta le parole di un inno di chiesa, e l'uomo a bordo dell'idrovolante accende una scatola di esplosivi a bordo con lui, e si schianta con l'aereo sul treno dell'ambasciatore. Gli uomini della DEA ignari dell'accaduto chiedono i soccorsi per poter uscire dall'imboscata, ma per poter permettere l'arrivo dei soccorsi tre di loro, Sadrick, Skip e Johnson restano nel palazzo per coprire la fuga dei compagni.
Una settimana più tardi, a Washington, il capitano della squadra in Kenya, Brad, viene duramente criticato da parte di un superiore, che cerca di mandarlo via dalla squadra per aver chiesto soccorso durante un'operazione, macchiando così la reputazione della Delta Force. Brad approfitta per visitare i familiari delle vittime, credendo gli uomini rimasti a Kitana deceduti. E proprio in questo momento che Sadrick riceve una telefonata da Jafari, che gli canticchia la stessa canzone che aveva cantato per via radio al terrorista suicida dell'idrovolante. Sadrick si veste indossando dell'esplosivo sotto gli indumenti, e si reca a Boston dove si sta tenendo una conferenza per i paesi dell'Africa. Nell'entrare Sadrick non supera la prova col metal detector, ma preme un pulsante facendosi uccidere e riesce a distruggere l'edificio.
Brad viene a sapere da parte della sua ex che l'attentato è stato opera di Sadrick, il quale inspiegabilmente è diventato un terrorista suicida di Jafari. Inoltre Brad sempre informato dalla moglie, scopre che l'atterraggio su Kitana è stato un errore di rotta voluto da parte del superiore che ha tentato di volerlo fuori dalla DEA. Lo scopo della missione infatti, era quello di tenere Jafari impegnato a Kitana, intanto che un'altra squadra della Delta Force si preparava a bombardarlo.
Visto che Sadrick era ancora vivo, Brad suppone che anche i compagni Skip e Johnson lo siano; così decide di tornare in Kenya per liberarli.
Kennedy torna così in Kenya, e con qualche difficoltà riesce a ritrovare Skip, in uno stato mentale del tutto anomalo, come se fosse ipnotizzato. Infatti quando sente Jafari cantare le stesse parole che aveva udito Sadrick prima di suicidarsi, e quindi preme un pulsante che aziona degli esplosivi uccidendosi.
Quando la squadra comandata da Kennedy torna alla base, i soldati vengono informati che Jafari si è servito di uno psichiatra in grado di fare il lavaggio del cervello alle proprie vittime, e li trasforma in kamikaze. Decisi a ripagare Johnson, una squadra della DEA comandata da Brad torna in Kenya a liberarlo, ma la destinazione è la più pericolosa che si potesse immaginare; infatti Johnson è tenuto prigioniero nei sotterranei di Jafari, dove lo psichiatra lo sta drogando. Brad di propria iniziativa si intrufola nei sotterranei, libera Johnson, e riesce a fuggire prima che salti tutto in aria.